# Richard Arvin Overton
Richard Arvin Overton (Bastrop, 11 de Maio de 1906 – Austin, 27 de dezembro de 2018) foi um supercentenário estadunidense. Ele tinha a idade de 112 anos e 230 dias quando morreu. Era o mais antigo veterano sobrevivente dos Estados Unidos da Segunda Guerra Mundial e o homem mais velho dos Estados Unidos. Ele serviu ao Exército dos Estados Unidos durante a Segunda Guerra Mundial. Em 2013, ele foi homenageado pelo então presidente Barack Obama. Ele residia em Austin, Texas, até a sua morte.

## Início de sua vida
Overton nasceu no condado de Bastrop, Texas, filho de Gentry Overton, (1877–1920) e Elizabeth Franklin Overton Waters (1876–1939).[carece de fontes?]

## Carreira Militar e Civil
Overton se alistou no exército dos EUA em 3 de setembro de 1940 em Fort Sam Houston, Texas.
Ele serviu na área do Sul do Pacífico, a partir de 1940 até 1945, neste tempo ele realizou missões nas regiões do Havaí, Guam, Palau e Iwo Jima. Ele deixou o Exército dos estados unidos em outubro de 1945, como um Technician Fifth Grade,posto semelhante a de cabo.
Overton trabalhou em uma loja de móveis local, antes de conquistar um cargo no Departamento do Texas, na área da tesouraria (agora parte do Controladoria do Texas das Contas Públicas), em Austin.

## Vida posterior

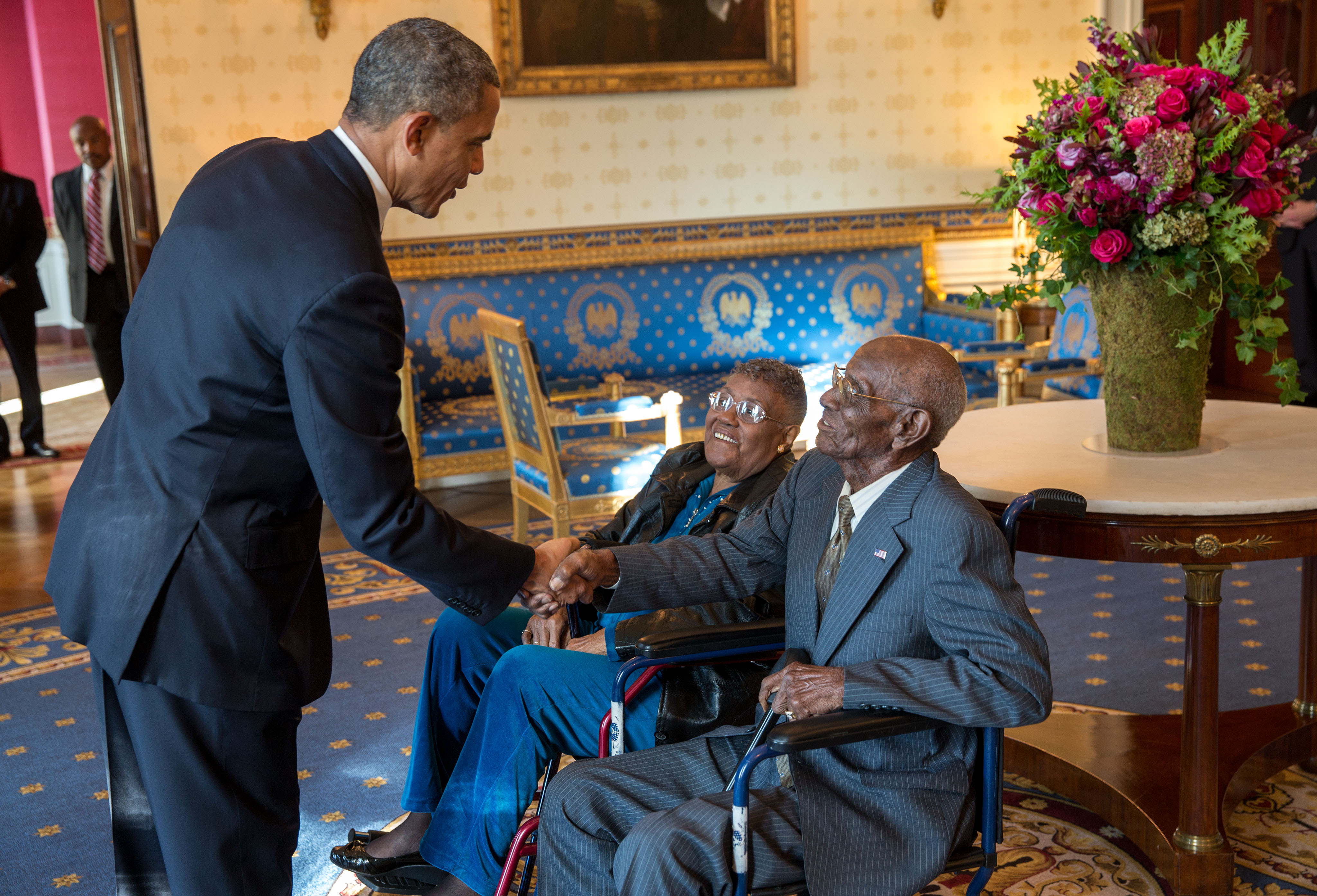
O Presidente dos EUA, Barack Obama, cumprimenta Overton na Sala Azul da Casa Branca, Dia dos Veteranos de 2013

Overton ganhou a atenção da mídia durante o ano de 2013, no Memorial Day, em um final de semana, quando ele disse à Fox News que ele iria passar o seu feriado do Memorial Day "fumando charutos e bebendo uísque com café."
No mesmo dia do Memorial Day, Overton se reuniu com o Governador do Texas, Rick Perry. Overton também foi convidado para ir a Casa Branca, lugar onde ele se reuniu com o então presidente Barack Obama, e para uma cerimônia para Dia dos Veteranos no Cemitério Nacional de Arlington, onde o seu nome foi citado com louvor pelo presidente.
Em 24 de março de 2017, durante uma partida do NBA, partida a qual os times San Antonio Spurs e o Memphis Grizzlies competiam, ocorreu uma homenagem para Overton durante o intervalo do jogo.
Overton é o tema de um documentário de 2016, chamado ``Sr. Overton´´, documentário em que ele é entrevistado sobre sua rotina diária, de pensamentos sobre a sua longevidade e o seu serviço militar. Em 3 de Maio de 2016, ele se tornou o mais velho veterano sobrevivente dos EUA após a morte de Frank Levingston.
Em 11 de Maio de 2016, Overton tornou-se um supercentenário.

## Morte
Overton foi hospitalizado por causa de uma pneumonia, em dezembro de 2018. Ele se recuperou, mas foi colocado em um centro de reabilitação, onde ele morreu em 27 de dezembro de 2018, com idade de 112 anos e 230 dias.

## Vida pessoal
Ele foi casado duas vezes, mas nunca teve filhos.
Ele era Protestante e frequentava a igreja regularmente.
Overton viveu em Austin, Texas. Em 11 de dezembro de 2014, Austin Community College reconheceu Richard Overton com um grau de associado honorário, a mais alta distinção do colégio.
Em 1 de julho de 2018, foi relatado que Overton tornou-se uma vítima de roubo de identidade. Um suspeito de origem desconhecida abriu uma falsa conta bancária no nome de Overton, utilizado seu número da segurança social, o suspeito acessou sua conta bancária, e usou o seu dinheiro para reunir títulos de poupança. Overton também tinha uma conta na Poupança Reforma, conta a qual ele arrecadou mais de $420,000 dólares para suas despensas de casa. Em 5 de julho de 2018, o senhor Overton e sua família anunciaram que o Bank of America tinha restaurado os fundos para a sua conta.